# Kendrick Bourne
Kendrick Bourne (geboren am 4. August 1995 in Portland, Oregon) ist ein US-amerikanischer American-Football-Spieler auf der Position des Wide Receivers. Er spielt für die New England Patriots in der National Football League. Zuvor spielte er College Football für Eastern Washington und wurde von den San Francisco 49ers als Undrafted Free Agent nach dem NFL Draft 2017 unter Vertrag genommen, für die er von 2017 bis 2020 spielte.

## Frühe Jahre und College
Bourne besuchte Milwaukie Academy of the Arts und entschied sich College Football für die Eastern Washington Eagles der Eastern Washington University zu spielen. Dort spielte er von 2013 bis 2016 und konnte in den vier Jahren 211 Pässe für 3.130 Yards und 27 Touchdowns fangen. 2015 und 2016 wurde er jeweils in das Second-Team All-Big Sky gewählt. Allerdings wurden seine Leistungen oftmals von seinem Teamkollegen Cooper Kupp überschattet, welcher mehrere Schulrekorde aufstellte.

### Statistiken
| Saison   | Team               | Spiele | Passspiel | Passspiel | Passspiel |
| Saison   | Team               | Spiele | Rec       | Yds       | TD        |
| -------- | ------------------ | ------ | --------- | --------- | --------- |
| 2013     | Eastern Washington | 14     | 7         | 117       | 2         |
| 2014     | Eastern Washington | 14     | 52        | 814       | 10        |
| 2015     | Eastern Washington | 11     | 73        | 998       | 8         |
| 2016     | Eastern Washington | 14     | 79        | 1.201     | 7         |
| Karriere | Karriere           | 53     | 211       | 3.130     | 27        |

## NFL

### San Francisco 49ers
Bourne wurde beim NFL Draft 2017 nicht ausgewählt, jedoch nahmen ihn die San Francisco 49ers als Undrafted Free Agent unter Vertrag. Er unterschrieb einen Dreijahresvertrag über 1,67 Millionen US-Dollar, welcher einen Signing Bonus über 5.000 US-Dollar beinhaltete.
In seiner ersten Saison kam er in elf Spielen zum Einsatz, in den anderen Spielen war er inaktiv. In Woche 14 konnte er beim 25:23-Sieg gegen die Tennessee Titans vier Pässe für 85 Yards fangen. In der gesamten Saison konnte er sich stetig verbessern und die Saison mit 16 gefangenen Pässen für 257 Yards beenden.
In Woche 8 der Saison 2018 konnte er bei der 15:18-Niederlage gegen die Arizona Cardinals sein erstes Spiel als Starter bestreiten, da der eigentliche Starter Pierre Garçon verletzt ausfiel. In der Saison konnte er 42 Pässe für 487 Yards und vier Touchdowns fangen, damit hatte er die meisten gefangenen Yards aller Wide Receiver der 49ers.
2019 konnte er in der Regular Season 30 Pässe für 358 Yards und fünf Touchdowns fangen. Mit ihm konnten die 49ers den Nummer-1-Seed der NFC erreichen. Nach Siegen gegen die Minnesota Vikings in der Wildcard-Runde und Green Bay Packers im NFC Championship Game, konnten die 49ers mit Bourne den Super Bowl LIV erreichen. Diesen verlor man trotz einer 20:10-Führung mit 20:31 gegen die Kansas City Chiefs, in dem Spiel konnte Bourne zwei Pässe für 42 Yards fangen.
Vor der Saison 2020 belegten die 49ers Bourne mit dem Second-Round-Tender, welcher ihm 3,259 Millionen US-Dollar einbrachte. Er beendete die Saison mit 49 gefangenen Pässen für 667 Yards und zwei Touchdowns.

### New England Patriots
Am 19. März 2021 unterschrieb Bourne einen Dreijahresvertrag über 15 Millionen US-Dollar mit weiteren 7,5 Millionen als mögliche Bonuszahlungen bei den New England Patriots. In der Saison konnte er mit 55 gefangenen Pässen für 800 Yards eine neue Karrierebestleistung aufstellen. Damit hatte er die zweitmeisten Yards hinter Jakobi Meyers bei den Patriots fangen können. Zusätzlich konnte er in Woche 7 einen Touchdown auf Nelson Agholor werfen, dies war gleichzeitig auch sein erster Pass in der NFL. Mit den Patriots erreichte er zum zweiten Mal in seiner Karriere die Playoffs. Dort verlor man deutlich mit 17:47 gegen die Buffalo Bills, bei dem Spiel konnte Bourne sieben Pässe für 77 Yards und zwei Touchdowns fangen.

## Privatleben
Kendrick Bournes Vater ist Afroamerikaner, die Mutter stammt aus Samoa.

## Statistiken

### Regular Season
| Saison                             | Team     | Spiele | Spiele | Passspiel | Passspiel | Passspiel | Passspiel |
| Saison                             | Team     | GP     | GS     | Rec       | Yds       | Avg       | TD        |
| ---------------------------------- | -------- | ------ | ------ | --------- | --------- | --------- | --------- |
| 2017                               | 49ers    | 11     | 0      | 16        | 257       | 16,1      | 0         |
| 2018                               | 49ers    | 16     | 8      | 42        | 487       | 11,6      | 4         |
| 2019                               | 49ers    | 16     | 0      | 30        | 358       | 11,9      | 5         |
| 2020                               | 49ers    | 15     | 5      | 49        | 667       | 13,6      | 2         |
| 2021                               | Patriots | 17     | 5      | 55        | 800       | 14,5      | 5         |
| 2022                               | Patriots | 16     | 2      | 35        | 434       | 12,4      | 1         |
| 2023                               | Patriots | 8      | 5      | 37        | 406       | 11,0      | 4         |
| 2024                               | Patriots | 12     | 9      | 28        | 305       | 10,9      | 1         |
| Karriere                           | Karriere | 111    | 34     | 292       | 3.714     | 12,7      | 22        |
| Quelle: pro-football-reference.com |          |        |        |           |           |           |           |

### Play-offs
| Saison                             | Team     | Spiele | Spiele | Passspiel | Passspiel | Passspiel | Passspiel |
| Saison                             | Team     | GP     | GS     | Rec       | Yds       | Avg       | TD        |
| ---------------------------------- | -------- | ------ | ------ | --------- | --------- | --------- | --------- |
| 2019                               | 49ers    | 3      | 0      | 6         | 88        | 14,7      | 1         |
| 2021                               | Patriots | 1      | 0      | 7         | 77        | 11,0      | 2         |
| Karriere                           | Karriere | 4      | 0      | 13        | 165       | 12,7      | 3         |
| Quelle: pro-football-reference.com |          |        |        |           |           |           |           |